# Starościce
Starościce – wieś w Polsce położona w województwie lubelskim, w powiecie łęczyńskim, w gminie Milejów.
W latach 1975–1998 miejscowość administracyjnie należała do ówczesnego województwa lubelskiego.
Wieś stanowi sołectwo gminy Milejów. Według Narodowego Spisu Powszechnego z roku 2011 wieś liczyła 495 mieszkańców.

## Historia
Miejscowość odnotowana w 1414 roku jako „Starosczicze”, wieś w powiecie lubelskim Długosz L.B. t.II s.551. umieszcza ją w parafii Mełgiew. Wieś stanowi własność szlachecką, w 1414 roku dziedzicem był Jasiek Staroski. Z opisu granic wynika że w latach 1443 i 1455 Starościce graniczyły z Wierzchowiskami, a w 1484 z Jaszczowem i Łysołajami. W roku 1486 znana droga do Krzesimowa.
W przestrzeni XV wieku wieś byłą przedmiotem sukcesji, zastawów i sprzedaży części działów rodzinnych. Z końcem wieku w działy wstępują Jaszowscy z sąsiedniego Jaszczowa. W roku 1503 dziedzicem był Marcin ze Starościc. W latach 1531–1533 odnotowano pobór z 3 ½ łana kmiecego (Rejestr Poborowy).
Starościce w wieku XIX to wieś i folwark w powiecie lubelskim, gminie Jaszczów, parafii Milejów, przy linii drogi żelaznej nadwiślańskiej, oddalone o 8 wiorst od Minkowic ku Trawnikom. Wieś posiadała wówczas (1890 r.) 28 osad z gruntem 272 morgi. Folwark 317 mórg należał do dóbr Jaszczów.
W spisie 1827 roku Starościce umieszczono w parafii Mełgiew, posiadały 17 domów i 111 mieszkańców.